# António Manuel Bogaio Constantino

Bischofswappen von António Manuel Bogaio Constantino

António Manuel Bogaio Constantino MCCJ (* 9. November 1969 in der Provinz Tete) ist ein mosambikanischer römisch-katholischer Ordensgeistlicher und Weihbischof in Beira.

## Leben
António Manuel Bogaio Constantino absolvierte das Postulat der Comboni-Missionare in Nampula, studierte anschließend am Priesterseminar in Matola Philosophie und trat danach das Noviziat in Uganda an. Am 10. Mai 1997 legte er die erste Profess ab und studierte anschließend Theologie an der Päpstlichen Universität Gregoriana in Rom, wo er am 10. Juni 2000 die ewige Profess ablegte. Das Sakrament der Priesterweihe empfing er am 13. Juni 2001 in Beira.
Von 2001 bis 2007 absolvierte er ein Journalistikstudium in Madrid und war Mitarbeiter der Zeitschrift Mundo Negro. Von 2008 bis 2011 leitete er die Zeitschrift Vida Nova und war für das katechistische Zentrum Centro Catequético Paulo VI. in Anchilo im Erzbistum Nampula tätig, wo er auch in der Pfarrseelsorge wirkte. 2011 wurde er Pfarrer in Chitima und in Mucumbura. Ab 2016 war er Provinzial der Comboni-Missionare mit Sitz in Maputo. 2018 wurde er Vizepräsident und 2019 Präsident der mosambikanischen Ordensleutekonferenz.
Am 10. Dezember 2022 ernannte ihn Papst Franziskus zum Titularbischof von Sutunurca und zum Weihbischof in Beira. Die Bischofsweihe spendete ihm der Erzbischof von Beira, Claudio Dalla Zuanna SCI, am 19. Februar des folgenden Jahres in der Halle des Sportvereins Clube Ferroviário da Beira. Mitkonsekratoren waren der Erzbischof von Nampula, Inácio Saure IMC, und der Koadjutorerzbischof von Maputo, João Carlos Hatoa Nunes.